# Florian Brungraber
Florian Brungraber né le 29 septembre 1984 à Freistadt est un triathlète handisport autrichien, vice-champion paralympique de paratriathlon PTWC 2020.

## Palmarès
Le tableau présente les résultats les plus significatifs (podium) obtenus sur le circuit international de paratriathlon depuis 2019.
| Année | Compétition                                 | Pays                | Position          | Temps           |
| ----- | ------------------------------------------- | ------------------- | ----------------- | --------------- |
| 2023  | Coupe du monde - étape de Long Beach PTWC   | États-Unis          | Médaille d'or     | 1 h 1 min 12 s  |
| 2023  | Coupe du monde - étape de Besançon PTWC     | France              | Médaille d'or     | 1 h 4 min 7 s   |
| 2023  | Coupe du monde - étape d'Abu Dhabi PTWC     | Émirats arabes unis | Médaille d'or     | 57 min 49 s     |
| 2022  | Coupe du monde - étape de Swansea PTWC      | Royaume-Uni         | Médaille d'or     | 1 h 0 min 15 s  |
| 2022  | Coupe du monde - étape de Besançon PTWC     | France              | Médaille d'or     | 1 h 5 min 13 s  |
| 2022  | Championnats du monde de paratriathlon PTWC | Émirats arabes unis | Médaille d'argent | 1 h 3 min 54 s  |
| 2021  | Jeux paralympiques de Tokyo PTWC            | Japon               | Médaille d'argent | 59 min 55 s     |
| 2021  | Coupe du monde - étape de Besançon PTWC     | France              | Médaille d'or     | 1 h 5 min 36 s  |
| 2020  | ITU Devonport PTWC                          | Australie           | Médaille d'or     | 1 h 8 min 34 s  |
| 2019  | Coupe du monde - étape de Funchal PTWC      | Portugal            | Médaille d'or     | 1 h 5 min 38 s  |
| 2019  | Coupe du monde - étape d'Alanya PTWC        | Turquie             | Médaille d'or     | 1 h 13 min 54 s |